# Ryan Vikedal
Ryan „Nik“ Vikedal (* 9. Mai 1975) ist ein kanadischer Schlagzeuger. Er wurde bekannt als ehemaliges Mitglied der Rockband Nickelback, die er im Jahre 2005 verließ.

## Leben
Vikedal war kein Gründungsmitglied, sondern schloss sich der Band 1998 nach dem Ausstieg von Mitch Guindon an. Er wirkte bei den Alben The State, Silver Side Up und The Long Road mit. Die anderen Bandmitglieder trennten sich 2005 von ihm, da er nicht „die Sorte Schlagzeuger“ war, die Nickelback brauchte. Ihm folgte Daniel Adair, der davor bei 3 Doors Down als Schlagzeuger tätig war.